# Бершинтобе
Бершинтобе (каз. Бершінтөбе, до 2007 г. — Чапаево) — село в Сауранском районе Туркестанской области Казахстана. Входит в состав Чагинского сельского округа. Код КАТО — 512655400.

## История
На территории села и недалеко от него находятся городища Берчин-тобе и Ташнак-тобе. Берчин-тобе находится у истока родника. На месте городища остался бугор овальной формы, вытянутый с юга на север с вершиной на севере. Ширина бугра — 30 метров, высота — 4 метра. Общая длина Берчин-тобе — 80 метров, ширина — 40 метров. В городище обнаружена керамика в виде хумов со скошенными венчиками, которые выделены широкой вдавленной линией. Также найдены корчаги, рифлёные сосуды с широким горлом и кувшины. Керамика датируется IV—VI веками.
Историк Российской империи В. Н. Татищев в первой половине XVIII века упоминал о городке Ташанак в 15 верстах от Туркестана во владениях казахского хана. В нём проживало 100 семей. В. В. Вельяминов-Зернов писал, что к 1750-му году городом владел султан Барак.
В советское время село называлось Ташанак, позже — Чапаево. В 2007 году переименовано в Бершинтобе.

## Исторические памятники
В селе находится заброшенная мечеть конца XIX — начала XX века. Внутренние перекрытия и колонны изготовлены из дерева с резными декоративными элементами. Возможно, дерево было покрыто росписью. Мечеть работала до 1926 года, затем превращена в колхозный склад. На данный момент здание находится в аварийном состоянии. Здание относится к историческим памятникам, но не включено в список объектов, охраняемых государством.

## Население
| Год    | 1999 | 2009 | 2021 |
| ------ | ---- | ---- | ---- |
| Мужчин | 308  | 434  | 505  |
| Женщин | 298  | 429  | 512  |
| Всего  | 606  | 863  | 1017 |